# Prix Bold Eagle - Sulky World Cup 5 Ans
Groupe I
Le Prix Bold Eagle est une course hippique de trot attelé se déroulant au mois de janvier sur l'hippodrome de Vincennes.
C'est une course internationale de Groupe 1 européenne réservée aux chevaux de 5 ans, hongres exclus, ayant gagné au moins 32 000 €. Elle se court sur la distance de 2 700 mètres (grande piste), départ à l'autostart. L'allocation s'élève à 300 000 €, dont 135 000 € au vainqueur. 
Créée en 2021, sous le label Groupe 2 et courue sur la distance de 2 100 mètres avec départ à l'autostart, elle est rebaptisée Sulky World Cup 5 Ans l'année suivante. Elle rend hommage au champion Bold Eagle, retraité quelques mois avant sa création. C'est d'ailleurs un fils de Bold Eagle, le Suédois Aetos Kronos, qui remporte la première édition.

## Palmarès
| Année                       | Vainqueur    | Pays   | Père       | Driver             | Entraîneur              | Deuxième       | Troisième    | Distance | Réd.km |
| --------------------------- | ------------ | ------ | ---------- | ------------------ | ----------------------- | -------------- | ------------ | -------- | ------ |
| 2025                        | Kokote       | France | Ready Cash | Mathieu Mottier    | Mathieu Mottier         | East Asia      | Executiv Ek  | 2 700 m  | 1'11"6 |
| 2024                        | Jushua Tree  | France | Bold Eagle | Jean-Michel Bazire | Jean-Michel Bazire      | Dimitri Ferm   | Justin Bold  | 2 700 m  | 1'12"3 |
| 2023                        | Cocco BFC    | Italie | Varenne    | Franck Ouvrie      | Vitale Ciotola          | Cash Bank Bigi | Idylle Speed | 2 700 m  | 1'12"  |
| 2022                        | Havanaise    | France | Ricimer    | Franck Nivard      | François-Pierre Bossuet | Hooker Berry   | Helgafell    | 2 700 m  | 1'12"4 |
| Édition labellisée groupe 2 |              |        |            |                    |                         |                |              |          |        |
| 2021                        | Aetos Kronos | Suède  | Bold Eagle | Jean-Michel Bazire | Jerry Riordan           | Gelati Cut     | Alrajah One  | 2 100 m  | 1'11"8 |